# Звезда Сьерра-Леоне
Звезда Сьерра-Леоне — алмаз, найденный в Сьерра-Леоне. На момент обнаружения был третьим по величине из когда-либо найденных (начальная масса — 969,8 кар).

## Обнаружение и огранка
Алмаз Звезда Сьерра-Леоне был обнаружен 14 февраля 1972 года рабочими одного из месторождений, принадлежавшего компании Diminco (район г. Коиду). По состоянию на 1972 год являлся третьим по величине ювелирным алмазом и крупнейший из алмазов, найденных в аллювиальных отложениях.
3 октября 1972 года президент Сьерра-Леоне Сиака Стивенс заявил, что ювелирная компания из Нью-Йорка (Harry Winston Inc.) приобрела алмаз за 2,5 млн долл.
Изначально камень получил изумрудную огранку; при этом, его масса составила 143,2 кар. Позднее, из-за внутреннего дефекта, он был разделён на 17 более мелких алмазов, 13 из которых получили степень «безупречных» (FL). После разделения, крупнейшим из камней стал грушевидный алмаз весом в 53,96 кар (10,79 г). Шесть из полученных камней позднее
были оправлены в брошь «Звезда Сьерра-Леоне».

## Качественные характеристики
Спектральный тип камня — IIa, что говорит о его исключительной чистоте. По цветовой шкале GMA, алмаз относится к категории D, что ставит его в один ряд с наиболее редкими и ценными бесцветными камнями.

## В филателии
В честь завершения огранки камня, правительство Сьерра-Леоне выпустило памятную марку, форма которой повторяет контуры алмаза.

## Комментарии
1. ↑   Данное положение изменилось после того, как в 2015 году в Ботсване был найден алмаз «Наш свет» массой 1111 карат.
2. ↑   К типу I, к которому относится свыше 95 % найденных алмазов, принадлежат камни с примесями азота. Тип IIb не содержит включений азота, однако может иметь примеси бора. См. 1, p. viii.